# Pablo Márquez
Pour les articles homonymes, voir Márquez.
Pablo Márquez est un guitariste classique argentin né en 1967.

## Biographie
Défricheur de répertoires audacieux, aussi à l’aise dans les œuvres anciennes que dans la riche littérature du XXe et XXIe siècles, ou bien encore dans la musique traditionnelle argentine, Pablo Márquez est l’un des interprètes les plus sensibles et les plus doués de la nouvelle génération de guitaristes. Son intelligence musicale et sa technicité hors pair en font un créateur recherché par les compositeurs vivants. 
Il commence la guitare à l’âge de 10 ans, et trois ans plus tard donne son premier concert avec orchestre à Salta, ville du nord-ouest de l’Argentine où il grandit et fait ses études. Il se perfectionne avec Jorge Martínez Zárate et Eduardo Fernández, et ses années d’études s’achèvent brillamment à l’âge de vingt ans avec les premiers prix obtenus à l’unanimité aux concours internationaux Villa-Lobos à Rio de Janeiro et de Radio France à Paris. Les prix qu’il remportera à Genève et Munich viendront confirmer son envergure artistique hors du commun. Musicien complet, il étudie la direction d’orchestre et suit l’enseignement du légendaire pianiste György Sebök, qui marquera profondément son évolution artistique.
Sa carrière s’épanouit dans plus de 50 pays, étant acclamé dans les salles les plus prestigieuses (Concertgebouw d’Amsterdam, Teatro Colón de Buenos Aires, Cité de la musique à Paris...), dans de grands festivals (Aix-en-Provence, Avignon, Musica à Strasbourg, San Sebastian...), aussi bien en soliste qu’en partenariat avec le Rosamunde Quartett, Dino Saluzzi, Mario Caroli, ou encore en tant qu’invité de grands ensembles et orchestres (Intercontemporain, Musicatreize, Philharmonique de Radio France, Orchestre de la Radio Bavaroise...), sous la direction de Josep Pons, Susanna Mälkki, Mark Foster ou Roland Hayrabedian. Il est membre fondateur de l’AlmaViva Ensemble, consacré à la musique de chambre latino-américaine.
Résolument au service de la musique contemporaine, il a créé beaucoup d’œuvres et a travaillé en collaboration avec Luciano Berio, Mauricio Kagel et György Kurtág. Pierre Boulez l'invite, à l'occasion du 70e anniversaire de Berio, à interpréter la Sequenza XI du compositeur italien, œuvre dont il devient l’interprète privilégié.
Ses enregistrements pour ECM New Series et Kairos ont reçu de nombreuses récompenses, tels le Grand Prix du Disque de l’Académie Charles-Cros, le Prix Amadeus, et ont été désignés meilleur CD de musique ancienne par le Neue Musik Zeitung en Allemagne et meilleur CD de musique classique de l’année par Readings en Australie.  
Pablo Márquez enseigne à la Musik-Akademie de Bâle, où il a été choisi entre 80 candidants du monde entier pour prendre la succession d’Oscar Ghiglia. Il a reçu à Buenos Aires le Prix Konex en reconnaissance de l’ensemble de sa carrière.